# Hirtodrosophila pichis
Hirtodrosophila pichis är en tvåvingeart som först beskrevs av Vilela och Bachli 1990.  Hirtodrosophila pichis ingår i släktet Hirtodrosophila och familjen daggflugor.
Artens utbredningsområde är Bolivia. Inga underarter finns listade i Catalogue of Life.